# Cosmophasis quadricincta
Cosmophasis quadricincta là một loài nhện trong họ Salticidae.
Loài này thuộc chi Cosmophasis. Cosmophasis quadricincta được Eugène Simon miêu tả năm 1885.